# هجرة جماعية

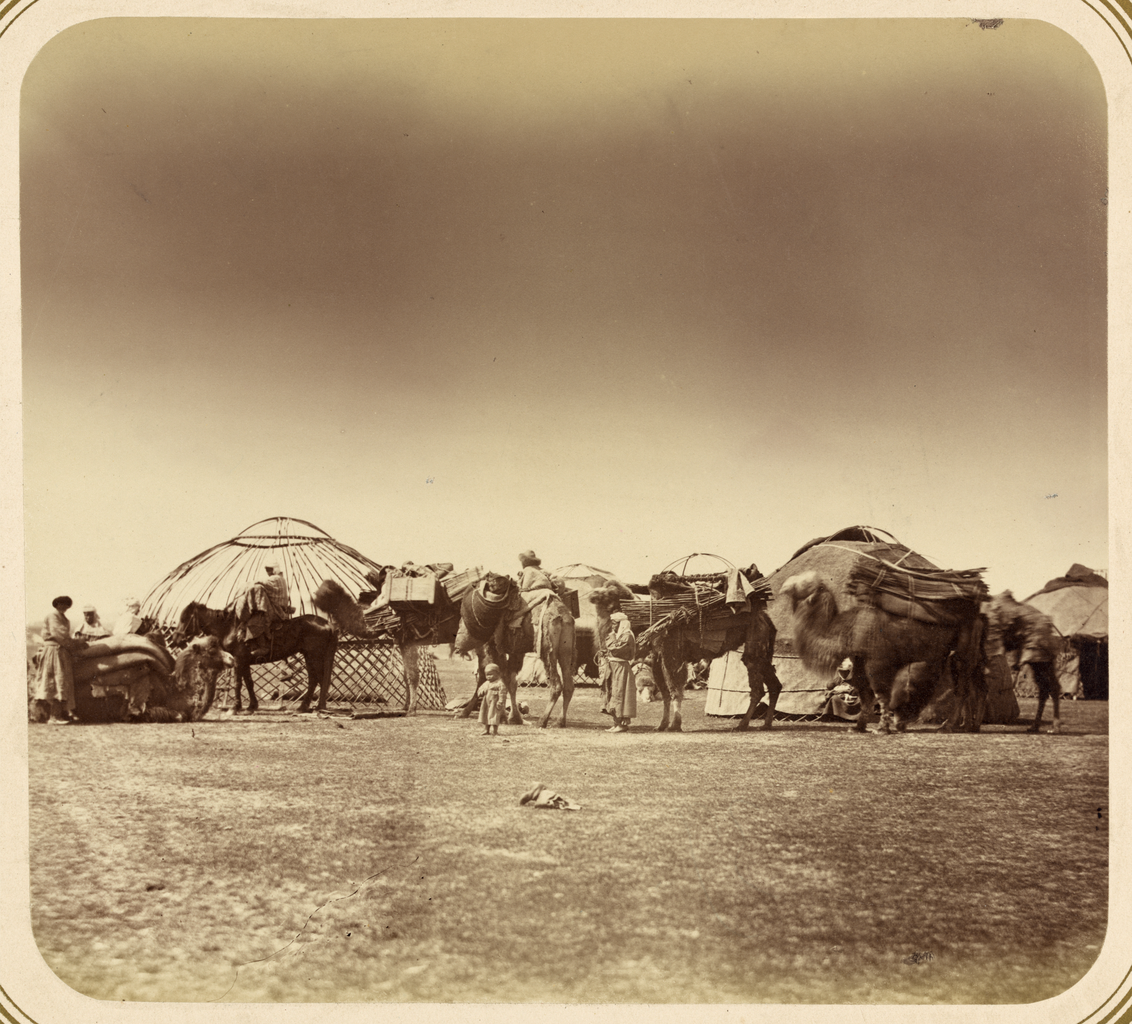
الهجرة من مكة إلى المدينة سنة 8 هجرية

الهجرة الجماعية أو ما تسمى بهجرة القروين وهي إتفاق أهل القرية على الرحيل من القرية نحو المدينة بحثا عن عمل وذلك بسبب عدم توفرها على مؤهلات زراعية تمكنها من عدم ضياع الشباب، لكن بسبب التصحر أو الرعي الجائر أو قطع الأشجار أو جريان الماء في ذلك زيادة من معاناة الفلاحين مع الجراد الذي يدمر الأراضي الزراعية لهذا السبب تكون الهجرة هجرة جماعية.